# Mimoserixia rondoni
Mimoserixia rondoni är en skalbaggsart som beskrevs av Stefan von Breuning 1963. Mimoserixia rondoni ingår i släktet Mimoserixia och familjen långhorningar.
Artens utbredningsområde är Laos. Inga underarter finns listade i Catalogue of Life.